# Partito Radicale (Italia)
Il Partito Radicale (PR) è stato un partito politico di orientamento liberale, liberista e libertario fondato nel 1955, a seguito di una scissione dal Partito Liberale Italiano, e trasformatosi, in occasione del XXXV Congresso tenutosi nel 1989, in un soggetto politico transnazionale, il Partito Radicale Transnazionale. È stato per lungo tempo guidato da  Marco Pannella. Si è ispirato, in una prospettiva eclettica, alle tradizioni politiche della destra storica, del Partito d'Azione e del liberalismo anglosassone, promuovendo la laicità dello Stato, il riconoscimento dei diritti civili e politici dei cittadini, il rispetto dello Stato di diritto e la nonviolenza.
Si è presentato per la prima volta in occasione delle elezioni politiche del 1958, formando una lista comune col Partito Repubblicano Italiano; quindi ha preso parte alle elezioni politiche del 1968 e tutte le elezioni nazionali dal 1976 al 1987, ottenendo il suo massimo storico nel 1979.
Al congresso di Budapest nel 1989, sulla scia di quanto già era stato stabilito nel congresso di Bologna dell'anno precedente, è stata approvata la trasformazione del partito in un soggetto politico a vocazione transnazionale e transpartitica, il Partito Radicale Transnazionale (poi divenuto, nel 2011, Partito Radicale Nonviolento Transnazionale e Transpartito).

## Storia

### Riferimenti culturali

Ettore Sacchi

Le origini culturali del Partito radicale sono ravvisabili nel nucleo teorico del radicalismo ottocentesco e del Partito Radicale Italiano promosso da Felice Cavallotti e Agostino Bertani, eredi della cultura risorgimentale e promotori di uno spirito laico e liberale, teso a promuovere l'estensione del suffragio, la laicità del sistema scolastico, il federalismo amministrativo e la riduzione dell'orario lavorativo alle otto ore. Nel 1904, sotto la guida di Ettore Sacchi, la matrice anticlericale, che aveva animato il pensiero politico radicale sin dal principio, non indulge a posizioni antireligiose, ciò che consente al movimento di raccogliere il consenso di don Romolo Murri.
Durante il fascismo gli ideali e la cultura radicale sono accolti e rivendicati da numerosi intellettuali antifascisti: già a partire dal 1925, quando "la piccola confraternita" dei salveminiani – Nello Traquandi, Tommaso Ramorino, Carlo Rosselli, Ernesto Rossi e Nello Rosselli – danno vita all'esperienza fiorentina del "Circolo della cultura" e, in seguito, a quella ancor più rischiosa di "Italia libera" (associazione di reduci antifascisti indirizzata a propagandare la disobbedienza civile e ad organizzare azioni dimostrative, nata nel 1923 nello studio dell'avvocato Enrico Bocci e diretta da Dino Vannucci, Ernesto Rossi, Carlo Rosselli, Piero Calamandrei e Nello Rosselli).
Nella ricostruzione genealogica del PR non bisogna tralasciare l'importanza dell'esperienza del "foglio clandestino di battaglia", Non Mollare, e del movimento, di orientamento liberal-socialista, Giustizia e Libertà, nato a Parigi nel 1929 per volontà dell'esule Carlo Rosselli.

### Origini e fondazione
L'8 dicembre 1955 trentadue consiglieri nazionali del Partito Liberale Italiano si dimettono durante il congresso nazionale del PLI, per promuovere con altri autorevoli esponenti del liberalismo la costituzione del "Partito Radicale dei Liberali e Democratici Italiani". La scissione delle correnti di "sinistra" e di parte del centro del PLI vede protagonisti, fra gli altri, Leopoldo Piccardi, Mario Pannunzio, Ernesto Rossi, Nicolò Carandini, Leo Valiani, Guido Calogero, Giovanni Ferrara, Paolo Ungari, Eugenio Scalfari, Marco Pannella, Franco Roccella. La successiva domenica 11 dicembre 1955 i dissidenti tengono il primo comizio a Roma per illustrare il programma del nuovo partito.
Il partito si costituisce formalmente il 5 febbraio 1956 al termine di un convegno che elegge un esecutivo di cinque componenti (Carandini, Pannunzio, Piccardi, Valiani e l'ex segretario del PLI Villabruna) e una direzione di quattordici.
Nei primi anni, il Partito ha il suo riferimento culturale nel settimanale Il Mondo diretto da Mario Pannunzio e negli "Amici del Mondo", un gruppo di intellettuali di tradizione socialista, liberale ed azionista, tra cui Ernesto Rossi, promotori di una politica anticlericale e anti-partitocratica in contrapposizione sia alla Democrazia Cristiana sia al Partito Comunista Italiano. Alle elezioni politiche in Italia del 1958 si presenta insieme al Partito Repubblicano Italiano, mentre alle elezioni amministrative del 1960 elegge alcuni consiglieri comunali nelle liste del Partito Socialista Italiano, tra cui Arnoldo Foà, Leopoldo Piccardi e Antonio Cederna.

### La prima rinascita del Partito
Nel 1962, a seguito del caso Piccardi, gran parte dei dirigenti e dei militanti radicali lasciano il Partito, confluendo nel Partito Socialista o nel Partito Repubblicano; nel rimanente Partito Radicale diviene maggioritaria la componente, fino a quel momento in minoranza, chiamata Sinistra Radicale guidata da Marco Pannella. Il Partito si attiva per contestare la revisione dei Patti Lateranensi, promuove la prima raccolta di firme per un referendum abrogativo del Concordato (dichiarato inammissibile dalla Corte costituzionale), conduce campagne di denuncia sui finanziamenti occulti alla politica, per l'affermazione dell'antimilitarismo e la difesa dei diritti civili. Per evitare le spinte partitocratiche interne, viene abbandonata la precedente struttura organizzativa di stampo socialista-liberale in favore di un modello libertario e anti-gerarchico per cui nei congressi annuali sono rinnovati gli organi statutari e decise le mozioni di indirizzo politico, prevedendo libertà di iscrizione e divieto di espulsione per chiunque, anche se iscritti ad altri partiti.
Sul finire degli anni 1970 il Partito è impegnato nelle campagne referendarie per il divorzio e per l'aborto (insieme alla Lega Italiana per l'Istituzione del Divorzio e il Centro d'informazione sulla sterilizzazione e sull'aborto), così come sui fronti dell'anti-proibizionismo, anti-militarismo e obiezione di coscienza, sul femminismo e le libertà sessuali dando vita anche al primo movimento italiano per i diritti degli omosessuali (realizzando un patto federativo con il Movimento di Liberazione della Donna e il Fronte Unitario Omosessuali Rivoluzionari Italiani), la riforma del diritto di famiglia, l'estensione del voto ai diciottenni. Ad un panorama antagonista carico di odio e violenza che sfocia nel terrorismo rosso e nero, il Partito radicale contrappone la nonviolenza gandhiana, con i suoi mezzi atipici di azione politica, come le disobbedienze civili, le autodenunce, i sit-in, le maratone oratorie, le manifestazioni in fila indiana e moderne forme di comunicazione politica.

### Una piccola pattuglia di Radicali in Parlamento
Le elezioni del 1976 vedono l'ingresso nel Parlamento italiano di una ristretto numero di radicali candidati in liste autonome con il simbolo della Rosa nel Pugno. Questa nuova fase vede i radicali portare nuovi metodi di lotta in Parlamento con l'uso massiccio dell'ostruzionismo e la promozione di iniziative legislative trasversali e la «doppia tessera» come attestazione di impegno comune su battaglie condivise in contrapposizione agli schieramenti prestabiliti su base ideologica. Sul fronte istituzionale i parlamentari radicali si battono per la riforma dell'ordinamento carcerario, la limitazione della carcerazione preventiva, la smilitarizzazione del Corpo degli agenti di custodia. I radicali usano il seguito popolare riscosso nelle piazze per fare ampio ricorso allo strumento referendario, promuovendo i referendum abrogativi del 1978, 1981 e del 1987.
Negli anni più duri del terrorismo, i radicali da soli denunciano il compromesso storico in cui al governo si ritrovano insieme democristiani e comunisti, socialisti e laici praticamente senza contestazioni e alternative, e addirittura aprono un dialogo, nella più pura tradizione gandhiana, con i violenti e i terroristi. Viene poi alla luce, proprio grazie alle inchieste dei radicali, che ampie aree del terrorismo politico sono strettamente interrelate con la massoneria, i servizi segreti e altri apparati dello Stato.

### La fondazione di Radio Radicale
Il Partito radicale rifiuta di usare il finanziamento pubblico per le proprie attività politiche, in quanto distorsivo del rapporto tra iscritti e dirigenti, ma non può rifiutarlo a favore dei cittadini, quindi decide di finanziare prima una serie di iniziative specifiche tra cui un'emittente radiofonica. Nasce da qui la scelta di riversare il finanziamento pubblico a Radio Radicale, che aveva iniziato le trasmissioni pochi mesi prima e che aveva avuto un ruolo fondamentale nel successo elettorale del Partito radicale. La radio inizia quindi a trasmettere le dirette dal Parlamento e poi si apre alla registrazione non solo della vita politica del Partito radicale stesso ma anche di tutti gli altri partiti e organizzazioni, all'insegna del motto einaudiano del "conoscere per deliberare".

### Il Fronte Transnazionale
Fin dagli anni ‘60, e per tutti gli anni settanta e ottanta l'impegno dei militanti radicali sul fronte internazionale si rivolge al deficit democratico dei paesi dell'Est. Si organizzano manifestazioni e azioni non-violente di disobbedienza civile che si concludono con arresti e detenzioni. Il Partito radicale, e Marco Pannella personalmente, si mobilitano sulla campagna per un intervento straordinario "contro lo sterminio per fame e sottosviluppo nel mondo", che darà luogo al settore della cooperazione internazionale e anticipando in modo quasi profetico le ondate migratorie degli anni recenti. Gli anni ottanta sono per i radicali un periodo di transizione in cui alla lotta contro l'autoritarismo si associa un'analisi dello Stato Italiano che vede nelle difficoltà della Giustizia uno dei principali ostacoli alla completa attuazione della Costituzione. Il Partito segue il mondo della giustizia, dando attenzione all'esecuzione penale nelle carceri, allo svolgimento dei processi iniziando da quelli per terrorismo o mafia, e alla formazione delle leggi considerate «criminogene». I radicali diventano così il bastione del garantismo italiano. Il vasto eco della battaglia politica e giudiziaria di Enzo Tortora, che si dimetterà da parlamentare eletto con il Partito radicale, per farsi arrestare e processare, porta ai radicali molti consensi e li candida come una forza politica di tutto rilievo all’interno del panorama dei partiti italiani.

### I radicali e le elezioni
Il comportamento elettorale dei radicali è sempre stato tutt'altro che lineare, non si presentano volontariamente nei primi 20 anni di vita e successivamente, in molte occasioni, non presentano liste, oppure si limitano a sostenere specifici candidati di altri partiti, mentre talvolta si presentano con apparentamenti e in altre occasioni il partito si presenta con il proprio simbolo ma per fare campagna elettorale per l'astensione.
In questa fase in cui il Partito vede continuamente crescere il proprio consenso elettorale, ma lo disperderà per evitare spinte partitocratiche interne nel XXXV Congresso del 1989, tenuto per la prima volta fuori dai confini nazionali a Budapest.

### La trasformazione in Partito Radicale Transnazionale
La mozione politica dell'89 esplicita le caratteristiche che nei venti anni precedenti avevano connotato l’attività del Partito secondo una concezione propriamente "pannelliana": la non-violenza gandhiana come strumento di lotta politica, la transnazionalità della visione e la dimensione inclusiva del transpartitismo. Per rafforzare quest’ultima condizione, invece della «doppia tessera», il congresso a larga maggioranza decide che il Partito non si presenti più alle elezioni sottraendosi così alla competizione con gli altri partiti per stimolarne piuttosto la cooperazione. La realizzazione del nuovo simbolo in cui viene raffigurato il volto stilizzato di Gandhi composto dalle scritta "Partito radicale" in differenti grafismi e lingue inscritta in un ottagono è il "punto di non ritorno" nella trasformazione del Partito da strumento elettorale, intriso da connotazioni ideologiche di stampo liberale e socialista, in uno strumento di lotta politica completamente al servizio delle campagne adottate. La decisione provoca grande polemica all'interno del Partito. Una parte dei radicali storici abbandoneranno il Partito per continuare la propria attività in altri partiti o ritirarsi a vita privata. Molti radicali però s'impegnano ancora attivamente in politica, talvolta supportati anche dal Partito, cercando ospitalità nei partiti tradizionali o creando nuove liste elettorali spesso tematiche (ecologisti, antiproibizionisti, ecc. ).

## Le denominazioni del Partito radicale
Nell'arco dei suoi oltre 60 anni di storia il Partito radicale, pur senza perdere la continuità della propria azione politica, ha assunto differenti denominazioni. Nasce nel 1955 come "Partito radicale dei Liberali e Democratici Italiani" (P.R.L.D.I.). Il nome così lungo verrà, nell'uso, molto presto abbreviato in Partito radicale (P.R.) e come tale si presenta alle elezioni del 1958. Alla fine degli anni ottanta, a seguito di una lunga stagione di campagne politiche di respiro sovranazionale in cui il P.R. si pone come soggetto promotore coinvolgendo molte differenti forze politiche e sociali, si inizia ad usare la denominazione di Partito Radicale Transnazionale e Transpartito (in inglese Transnational Radical Party). Nel 1995, in sede di riconoscimento del partito come NGO presso l'ONU ECOSOC assumerà quindi la denominazione Transnational Radical Party — a Nonviolent, Transdivisional Cross-Party Organization (T.R.P.) e successivamente per dar conto della scelta nonviolenta in Partito Radicale Nonviolento, Transnazionale e Transpartito (P.R.N.T.T.), in inglese Nonviolent Radical Party, Transnational and Transparty (N.R.P.T.T.), nome con cui dal 2008 è registrato nella base dati delle NGO ONU.
Tutte queste denominazioni, comunque, non sono mai state recepite nei documenti fondativi del Partito, e soprattutto non hanno trovato posto nello Statuto in vigore, presentato nel 1993, o nei suoi successivi emendamenti fino al 2011, anno in cui l'organizzazione muta il nome ufficialmente in Partito Radicale Nonviolento, Transnazionale e Transpartito.

## I simboli del Partito radicale

Il simbolo storico del Partito radicale negli anni '60 rappresentante la donna con il berretto frigio

Durante i suoi oltre 60 anni di storia il Partito radicale ha cambiato più volte il proprio emblema identificativo e la storia di ciascuno dei suoi simboli ha un valore prettamente politico legato al momento storico in cui viene adottato. Il primo simbolo è quello della donna con il berretto frigio, talvolta identificata con la Minerva, divinità romana della lealtà in lotta, delle virtù eroiche, della guerra giusta (guerra per giuste cause o per difesa), della saggezza. La donna con il berretto frigio viene comunemente chiamata la Marianna in ricordo dell'allegoria simbolo della Rivoluzione francese.
La scelta di questo simbolo, la cui rappresentazione grafica adottata dal Partito si dice essere uscita dalla matita dello stesso Mario Pannunzio, proviene dal legame ideale del partito appena fondato con il partito risorgimentale di Agostino Bertani e Felice Cavallotti e attraverso questo con la stessa Rivoluzione Francese, di cui la donna con il berretto frigio era la rappresentazione. Il simbolo della Marianna verrà successivamente riproposto dalla formazione politica, di ispirazione radicale, fondata da Giovanni Negri, ex-segretario de Partito radicale, denominata appunto  La Marianna.

Il simbolo elettorale del Partito radicale in uso dal 1976 al 1989

Il secondo simbolo del partito è quello con cui il partito fu noto durante tutto il suo periodo elettorale, ovvero la "rosa nel pugno", o se si preferisce "il simbolo col pugno e la rosa" - così scriveva nel 1976 Notizie Radicali - per oltre vent'anni consecutivi è stato l'emblema grafico che più di tutti ha riassunto il credo e le battaglie del Partito radicale in Italia e verrà utilizzato anche dopo il periodo elettorale dalle liste variamente riconducibili alla figura di Marco Pannella.
Abbastanza paradossalmente la Rosa nel Pugno non era un simbolo che si rifaceva alla tradizione storica radicale, ma era piuttosto un simbolo socialista.
Il simbolo della Rosa nel Pugno in una forma molto simile a quello dell'emblema delle liste radicali fu per la prima volta utilizzato in Francia nel 1969 nella campagna di affissioni del "nuovo" Partito Socialista Francese (Psf) e conquistò nel giro di un paio di anni il ruolo di simbolo ufficiale del partito profondamente rinnovato dal Congresso di Épinay che vide l'elezione di François Mitterrand come segretario. L'autore del simbolo era il grafico e illustratore Marc Bonnet.

L'attuale emblema del Partito radicale rappresentante la faccia di Gandhi stilizzata realizzata dalla scritta Partito radicale in molteplici idiomi e lingue nazionali

Una versione diversamente stilizzata della Rosa nel Pugno, ad opera dell'illustratore Piergiorgio Maoloni sarà effettivamente utilizzata in area radicale ancor prima di quella di Bonnet. A seguito di un accordo "politico" con Mitterrand, Marco Pannella ottenne la facoltà di utilizzare il simbolo (sebbene il legittimo autore contesterà quest'accordo ottenendone soddisfazione in una successiva causa del 1981). Dalle elezioni del 1976 in poi, il Partito radicale prima e le liste variamente riconducibili alla Lista Marco Pannella poi, utilizzarono sempre la grafica di Bonnet, anche se variamente ristilizzata.
Altri furono i simboli presentati del Partito radicale nelle competizioni elettorali, ma poi ricusati nel 1979, il simbolo della lotta femminista, la lambda, il simbolo della pace, quello dello Yin e yang, le semplici scritte di "nucleare? no grazie" o "referendum" con le date del 13 maggio 1974 e 11 giugno 1978 ed infine nel 1983 i simboli dell'Associazione radicale per la Costituzione contro la partitocrazia con le semplici scritte "Scheda di proposta" (ammesso) e "Scheda Bianca" e "Scheda Nulla" (non ammessi).
Di particolare importanza, per il suo fondamentale valore politico, fu quello presentato dal partito nell'anno 1983 che rappresentava il normale simbolo del partito, la Rosa nel Pugno, ma con una vistosa banda nera obliqua in basso. Era un simbolo "listato a lutto" che servì al partito per comunicare la propria intenzione da un lato di chiedere ai cittadini di non votare (campagna per lo sciopero dal voto), in parte per rivendicare il diritto politico al non voto dei cittadini, in parte per denunciare l'illegalità delle elezioni, causata dalle censure operate dall'informazione pubblica.
Nel 1989 il Congresso del Partito sottolineò la svolta anti-elettoralistica riservando il simbolo della Rosa nel Pugno per le attività elettorali dell'area radicale (verrà ad esempio utilizzato di lì a poco per le liste antiprobizioniste e successivamente nel 2006 per una alleanza con i socialisti) e invece il Partito radicale adottò un nuovo simbolo, profondamente evocativo, in cui viene raffigurato il volto stilizzato di Gandhi composto dalle scritte "Partito radicale" in differenti grafismi e lingue inscritta in un ottagono.[48]
L'adozione di questo simbolo, così come la svolta anti-elettorale del Partito, non fu priva di polemiche. Il simbolo così realizzato fu opera dell'architetto urbinate Paolo Budassi, dopo che il presidente del partito, l'architetto e deputato, Bruno Zevi rifiutò decisamente tutti i precedenti bozzetti (realizzati dallo storico grafico del Partito radicale, Aurelio Candido) in cui la faccia di Gandhi era presente in forma troppo realistica.
Molti altri sono i simboli che gli esponenti del Partito radicale hanno utilizzato in iniziative collaterali di natura movimentistica o anche elettorale successivi al ritiro del Partito radicale dalla scena elettorale, di solito coagulati attorno alla figura carismatica di Marco Pannella. Per un'analisi di questi simboli si vedano le pagine sulla Lista Marco Pannella e Radicali Italiani.

## I principali strumenti della politica radicale

### La nonviolenza gandhiana e il valore del dialogo
La nonviolenza è una delle caratteristiche più distintive dell’attività del partito. Seguendo gli insegnamenti di Tolstoi, di Gandhi, Martin Luther King e in particolare grazie al dialogo, anche conflittuale, tra Marco Pannella e Aldo Capitini, fin dai primi tempi della sua rifondazione ad opera della Sinistra radicale il Partito radicale sceglie la nonviolenza in una forma estrema come quanto affermato dallo stesso Pannella:
("La nonviolenza è attiva" Intervista di Milovan Erkic a Marco Pannella pubblicata sui quotidiani serbi Politicki Svet e Osam, novembre 1988 (riportata in "Marco Pannella il Partito Radicale, la nonviolenza" a cura di Maurizio Turco e Laura Arconti, Reality Books 2016, p. 351))
Da Gandhi i radicali riprendono il termine Satyagraha, che significa letteralmente "amore della verità". Nella sua applicazione politica si adottano differenti strumenti dell’azione nonviolenta come le disobbedienze civili, le autodenunce, gli scioperi della fame e l’auto-riduzione dei medicinali in caso di malati ma sempre come forma di dialogo con le autorità e per giungere alla affermazione e conoscenza della "verità". Il digiuno radicale permette l’assunzione di 300-400 calorie al giorno (i famosi "due cappuccini" quotidiani per cui Pannella è stato spesso criticato). Il digiuno radicale è però profondamente differente da quello di Gandhi, che poteva restare sdraiato a letto inerte in attesa degli eventi che avvenivano a seguito della lenta propagazione della notizia della sua azione. Gandhi viveva in una società dove i media non avevano l'importanza di oggi. Gli attivisti del Partito Radicale durante il digiuno moltiplicano l'attività e, proprio attraverso la notizia, cercano di "bucare" il muro di gomma dell'informazione, spesso interessata solo agli aspetti folcloristici del digiuno che alle sue vere ragioni politiche.

### La fantasia come necessità
Il Partito radicale non ha un manifesto politico. C'è solo un testo che tra i tanti otterrebbe un consenso diffuso tra i radicali (di tutti i tempi) ed è la prefazione che nel 1973 Andrea Valcarenghi, direttore della rivista Re Nudo e animatore del Movimento Situazionista italiano, chiese a Pannella sul libro Underground a pugno chiuso.
(Marco Pannella prefazione in Andrea Valcarenghi "Underground a pugno chiuso")
Il Partito radicale ha quindi spesso innovato il linguaggio della politica italiana, inventando simboli, azioni dimostrative e slogan, anche grazie alla personalità istrionica dello stesso Marco Pannella che sono entrati nella storia della comunicazione italiana.

### Un partito non esclusivo e federativo
Già a partire dalla prima svolta della Sinistra radicale, il Partito si caratterizza per il deciso rifiuto dell'intermediazione tra elettori ed eletti. L'organizzazione viene intesa come strumento federativo delle istanze provenienti direttamente dalla società civile attraverso associazioni monotematiche che gli iscritti dal Partito creano con l'intento di coinvolgere persone che non necessariamente sarebbero interessate all'iscrizione diretta al partito. D'altro canto la stessa iscrizione al partito diventa non-esclusiva e si incentiva esplicitamente l'iscrizione di personalità provenienti da partiti diversi con la prassi della doppia-tessera. Il Pr si connota sempre più, a partire dagli anni '70 in poi, come movimento monotematico centrato attorno alle decisioni assunte democraticamente all’interno dei congressi annuali e fissate nelle mozioni, che la dirigenza del partito è poi tenuta a mettere in atto. Il congresso annuale diviene quindi il luogo centrale per l'elaborazione non solo politica ma anche pratica dell'orientamento del partito che rifugge progressivamente ad una precisa determinazione ideologiche connotandosi piuttosto per una spiccata attitudine pragmatica e realizzatrice, in grado di coinvolgere indipendentemente persone provenienti dalle più differenti storie politiche o anche non particolarmente interessati alla politica in quanto tale.

### L’ostruzionismo parlamentare
L'ostruzionismo fu molto praticato dai parlamentari del Partito radicale, che hanno sempre studiato con molto rigore le regole istituzionali talvolta anche per piegarle a un utilizzo strumentale. Una delle più eclatanti prove ostruzionistiche avvenne nel 1980 quando il governo Cossiga propose una legge che permetteva fermi di polizia prolungati per i sospetti anche nei casi in cui non fosse provato il reato di "tentativo di delitto". I sedici deputati radicali allora in parlamento presentarono 7500 emendamenti e parlarono per oltre 94 ore in interventi ciascuno anche più lungo di otto ore. Il singolo discorso più lungo di sempre fu tenuto alla Camera dall'onorevole radicale Marco Boato, che nel 1981 opponendosi a una successiva legge sul fermo prolungato di polizia parlò ininterrottamente per 18 ore e 5 minuti. Boato e l'altro parlamentare radicale Massimo Teodori, che fece un discorso poco più breve «per prepararsi avevano trascorso settimane alla biblioteca della Camera. Stesero tracce di pagine e pagine» in quanto il regolamento impediva ai parlamentari la lettura di un discorso scritto e che oltre a rimanere in tema non potessero mai appoggiarsi al banco. Fu loro anche impedito di bere un cappuccino in quanto il regolamento prevedeva esclusivamente l'uso di acqua zuccherata.

### L'arma referendaria

Referendum svoltisi in Italia dal 1946 ad oggi, molti dei quali grazie ad iniziative dei Radicali.

Nella decisione di adottare l'arma referendaria come una delle principali forme di lotta politica paradossalmente i radicali sono debitori al mondo cattolico (il «Comitato nazionale per il referendum sul divorzio», presieduto da Gabrio Lombardi, con il sostegno dell'Azione cattolica, della CEI e di gran parte della DC) che presentano nel 1971 la richiesta di referendum per l'abolizione della legge Fortuna-Baslini sul divorzio.
L'ottimo risultato ottenuto con il referendum sul divorzio, che segnò una profonda sconfitta del fronte clericale, convinse il Partito radicale, inizialmente dubbioso sull'uso di questo strumento nel caso di diritti civili, a far diventare il referendum la punta di diamante del proprio arsenale di strumenti nonviolenti di lotta politica in quanto alimentava lo scontro e il confronto politico tra le diverse posizioni e coinvolgeva i cittadini nelle decisioni fondamentali della società, a partire dai diritti civili. Spiegò infatti Marco Pannella: «solo lo scontro fra il mondo cosiddetto moderato, ma che è a destino - suo malgrado - tremendamente reazionario e il mondo del progresso da riconquistare e riaggregare nella sua chiarezza ideale può provocare non il peggio, ma il meglio, sia a destra che a sinistra! Solo scontri ideali, culturali, che attengono alle speranze, alla storia, al meglio di ciascuno possono evitare i pericoli nella storia di una società civile, di un Paese; guadagnare grandi termini di confronto: sulla vita, sullo spermatozoo, sul sesso, sull'amore…»
Da quel momento il Partito radicale presenta un gran numero di quesiti al vaglio della Corte costituzionale. Gran parte dei referendum radicali non viene neppure ammessa alle consultazioni grazie a interpretazioni della Corte costituzionale, considerate dai promotori fin troppo estensive dei limiti posti dalla Costituzione all'uso referendario (tanto che per quelle decisioni Pannella definirà spesso la Suprema Corte: «suprema cupola della mafiosità partitocratica»), oppure grazie all'approvazione di leggi sulla materia dei referendum convocati ne facevano decadere la necessità.

### Il No al finanziamento pubblico
(Dicitura apposta da militanti radicali su varie banconote, così timbrate e messe in circolazione (1997))
Il Partito radicale si schiera da sempre contro il finanziamento pubblico perché tende ad aumentare il carattere oligarchico, burocratico, consociativo dei partiti politici italiani. Le contestazioni del partito alla legge sul finanziamento pubblico dei partiti, a partire da quella del 1974, sono molte. Una prima opposizione è d'ordine costituzionale: con questa legge s'instaura una sorta di identificazione tra due entità giuridiche distinte, Gruppo parlamentare (che facendo parte della struttura legislativa dello Stato è certamente figura del diritto pubblico) e partito (che, giustamente, è regolato dal diritto privato e si configura come un'associazione di fatto) e si crea un meccanismo debitorio del Gruppo verso il partito, questo sarebbe in contrasto con il principio della indipendenza del parlamentare (art. 67 Costituzione). Tra l'altro, questo evitare il controllo della Corte dei Conti sui bilanci dei partiti, sostituito da un controllo meramente formale della Presidenza della Camera.
La legge poi, secondo i Radicali, finanziando i partiti già presenti in Parlamento, li mette in condizione di superiorità e di vantaggio rispetto a nuove formazioni politiche, pietrificando la situazione esistente e violando l'art. 49 della Costituzione, perché il diritto dei cittadini di associarsi in partiti viene a configurarsi, secondo la legge, in un diritto di serie A per i cittadini che si associano a quelli già esistenti e in un diritto di serie B per coloro che vorranno associarsi a quelli nuovi: penalizzando nuove formazioni politiche si rischia di prolungare artificialmente la vita di vecchie organizzazioni che scomparirebbero, una volta che non avessero più un sostegno adeguato di iscritti e sostenitori.
Il partito si posiziona poi contro l'equazione illegittima che si viene a creare, con questa legge, tra diritto - riconosciuto e da tutelare - all'associazione politica e partito in "senso stretto", come se non esistessero e non meritassero riconoscimento e tutela "tutte" le altre forme di associazionismo politico: leghe, comitati referendari, movimenti (anche a carattere locale).
Il tentativo di cancellare questa legge promuovendo due referendum, ricevendo milioni di voti e una netta vittoria nel 1993, è stato disatteso dal Parlamento, che anche dopo l'abrogazione ha reintrodotto nel 1996 il meccanismo del finanziamento pubblico sotto il nome di "rimborsi elettorali".
L'unico finanziamento adeguato alle attività politiche è, secondo i radicali, quello che privilegia il sostegno e l'agevolazione delle attività politiche di tutti i cittadini e la loro autonoma partecipazione alla vita pubblica piuttosto che il finanziamento diretto delle strutture burocratiche di partito. Quanto alle liste elettorali e ai candidati, fatta salva ovviamente la completa e obbligatoria pubblicità dei fondi ricevuti, secondi i radicali dovrebbe poter essere possibile solo il finanziamento "privato" da parte di lobby, fondazioni, sindacati, cooperative, e altro ancora, rilanciando così il loro ruolo di "soggetti politici finanziati" da militanti e cittadini. Il tutto regolato con norme che garantiscano la trasparenza dei bilanci e la pubblicizzazione dei soggetti che finanziano. Finanziare in questo modo il "funzionamento democratico della vita civile" con strutture "congressuali", "assembleari", nelle circoscrizioni e nei comuni, per consentire e facilitare la massima partecipazione dei cittadini.
Questo modello è quindi esplicitamente previsto per il sostegno del Partito radicale che prevede solo il finanziamento privato individuale e non accetta fondi o donazioni di provenienza pubblica (rifiutando ad esempio anche l'accesso ai fondi del 5 per mille).
I meriti della lotta dei Radicali contro il finanziamento pubblico ai partiti sono stati inoltre riconosciuti ed evidenziati dal libro best seller La casta. Così i politici italiani sono diventati intoccabili (Rizzoli 2007) di Sergio Rizzo e Gian Antonio Stella, nel quale vengono denunciati l'ingordigia ed i mille privilegi dei politici italiani. In un'intervista rilasciata da Gian Antonio Stella nell'agosto 2007 l'autore del libro dichiara:
(Gian Antonio Stella, intervista a Radio Radicale, agosto 2007)

### Le elezioni come strumento non come fine
Nell'analisi radicale il partito è uno strumento per realizzare lotte politiche, non l'unico e non necessariamente il più efficace. Allo stesso modo la partecipazione alle elezioni è uno strumento adottato spesso solo per imporre all'opinione pubblica i temi scelti, di volta in volta, nelle mozioni congressuali. Le riforme in senso democratico propugnate dai radicali non hanno confini politici e fin dagli anni '60 il Partito radicale si impegna sul fronte internazionale con una serie di azioni simboliche che rendono evidente il deficit democratico dei paesi dell'Est, che poi riverbera nella situazione dell'Europa occidentale, ed in particolare in Italia, con il confronto tra il blocco delle forze atlantiste e quelle attratte dall'area d'influenza sovietica. Vengono organizzate manifestazioni e azioni nonviolente di disobbedienza civile nelle principali capitali dell'Est che si concludono invariabilmente con arresti e detenzioni dei militanti radicali.
Negli anni '80 il Partito radicale e Marco Pannella aprono un nuovo fronte di lotta sulla contrapposizione tra i Nord e i Sud del mondo e si mobilitano sulla campagna per un intervento straordinario "contro lo sterminio per fame e sottosviluppo nel mondo" che poi porterà alla fondazione del sistema della cooperazione internazionale, anticipano così in modo quasi profetico le ondate migratorie degli anni recenti. Nella coscienza dei militanti radicali è evidente che i grandi problemi alla radice della società non possono essere affrontati in un'ottica nazionalistica e necessitano l'adozione di soluzioni globali a livello continentale o planetario.
Il Partito radicale, tra le altre cose, anticipa un modello di impegno politico g-local (global-local) e finisce per riflettere sull'inadeguatezza dello strumento-partito di natura elettorale nazionale, che da un lato limita l'azione di coordinamento delle forze laiche attorno alle campagne comuni che il Pr aveva sempre rivendicato a sé nell'ambito delle grandi battaglie sui diritti umani, e dall'altro risulta essere inadeguato per affrontare la portata globale di molti dei problemi presi in considerazione. Il modello elettorale limita, invece di aiutare, in quanto porsi in competizione nel momenti elettorali non giova la ricerca di soluzioni condivise ai principali problemi democratici e di violazione dei diritti civili e umani. D'altro canto il Partito radicale aveva anche sempre avuto un rapporto conflittuale con il momento elettorale faticando non poco per evitare un radicamento territoriale simile a quello dei grandi partiti organizzati (e foriero possibilmente anche di problemi corruttivi incontrollabili dalla risicata dirigenza nazionale).
Dopo il XXXIV Congresso e la svolta transnazionale, il partito cessa la propria attività elettorale. La trasformazione in organizzazione transpartitica però non impedisce, anzi incentiva, la partecipazione dei radicali alla politica nazionale; iconica sarà la foto scattata nel della dirigenza radicale in cui ogni esponente mostra un doppio simbolo: quello nuovo del Partito radicale con l'effige di Gandhi e quello del partito in cui ha deciso di essere candidato. Questa scientifica disseminazione dei radicali nelle altre liste elettorali, che per la verità a livello di elezioni amministrative locali era già stata inaugurata ben prima della trasformazione transnazionale, continuerà fino ai giorni nostri.

## Struttura

### Organi nazionali

#### Segretario
- Mario Pannunzio (1956-1959)
- Leopoldo Piccardi, Arrigo Olivetti, Francesco Libonati (1959-1962)
- Bruno Villabruna (1962-1963)
- Luca Boneschi, Vittorio Luppi, Marco Pannella (1963-1967)
- Gianfranco Spadaccia (1967-1968)
- Mauro Mellini (1968-1969)
- Angiolo Bandinelli (1969-1970)
- Roberto Cicciomessere (1970-1971)
- Angiolo Bandinelli (2ª volta, 1971-1973)
- Giulio Ercolessi (1973-1974)
- Gianfranco Spadaccia (2ª volta, 1974-1976)
- Maria Adelaide Aglietta (1976-1978)
- Jean Fabre (1978-1979)
- Giuseppe Rippa (1979-1980)
- Francesco Rutelli (1980-1981)
- Marco Pannella (2ª volta, 1981-1983)
- Roberto Cicciomessere (2ª volta, 1983-1984)
- Giovanni Negri (1984-1988)

#### Presidente
- Elio Vittorini (1962–1964)
- Gianfranco Spadaccia (1964–1967)
- Marco Pannella (1967–1975)
- Adele Faccio (1975–1976)
- Marco Pannella (2ª volta, 1976–1981)
- Enzo Tortora (1981–1986)
- Marco Pannella (3ª volta, 1986–1989)

### Capogruppo alla Camera dei deputati
- 15 luglio 1976 – 21 aprile 1978: Marco Pannella, vice: Adele Faccio
- 21 aprile 1978 – 20 dicembre 1978: Emma Bonino, vice: Mauro Mellini
- 19 gennaio 1979 – 19 giugno 1979: Mauro Mellini, vice: Francesco De Cataldo
- 5 luglio 1979 – 20 agosto 1979: Marco Pannella, vice: Emma Bonino
- 20 agosto 1979 – 8 gennaio 1982: Maria Adelaide Aglietta, vice: Emma Bonino & Roberto Cicciomessere
- 8 gennaio 1982 – 11 luglio 1983: Emma Bonino, vice: Francesco Roccella & Alessandro Tessari & Domenico Pinto
- 5 ottobre 1983 – 6 marzo 1984: Marco Pannella, vice: Mauro Mellini
- 6 marzo 1984 – 13 novembre 1984: Roberto Cicciomessere, vice: Giovanni Negri & Gianfranco Spadaccia
- 26 novembre 1984 – 13 maggio 1988: Francesco Rutelli, vice: Gianfranco Spadaccia, poi Mauro Mellini & Massimo Teodori
- 13 maggio 1988 – 22 aprile 1992: Giuseppe Calderisi, vice: Mauro Mellini & Massimo Teodori & Maria Adelaide Aglietta
- 6 maggio 1992 – 14 aprile 1994: Marco Pannella, vice: Roberto Cicciomessere

## Congressi
- I Congresso - Roma, 27-28 febbraio 1959
- II Congresso - Roma, 26-28 maggio 1961
- III Congresso - Bologna, 12 maggio 1967
- IV Congresso - Firenze, 4-5 novembre 1967
- V Congresso - Ravenna, 2-4 novembre 1968
- VI Congresso - Milano, 1-3 novembre 1969
- VII Congresso - Roma, 9-10 maggio 1970
- VIII Congresso - Napoli, 1-3 novembre 1970
- IX Congresso - Milano, 14 febbraio 1971
- X Congresso - Roma, 31 ottobre-2 novembre 1971
- XI Congresso - Torino, 1-3 novembre 1972
- XII Congresso - Roma, 7-8 luglio 1973
- XIII Congresso - Verona, 1-3 novembre 1973
- XIV Congresso - Milano, 1-4 novembre 1974
- XV Congresso - Firenze, 4 novembre 1975
- XVI Congresso - Roma, 16-18 luglio 1976
- XVII Congresso - Napoli, 1-4 novembre 1976
- XVIII Congresso - Roma, 7-8 maggio 1977
- XIX Congresso - Bologna, 29 ottobre-1º novembre 1977
- XX Congresso - Bari, 15 novembre 1978
- XXI Congresso - Roma, 29 marzo-3 aprile 1979
- XXII Congresso - Genova, 31 ottobre-4 novembre 1979
- XXIII Congresso - Roma, 7-9 marzo 1980
- XXIV Congresso - Roma, 31 ottobre-4 novembre 1980
- XXV Congresso - Roma, 5-7 giugno 1981
- XXVI Congresso - Firenze, 28 ottobre-1º novembre 1981
- XXVII Congresso - Bologna, 28 ottobre-1º novembre 1982
- XXVIII Congresso - Roma, 13-15 maggio 1983
- XXIX Congresso - Rimini, 28 ottobre-1º novembre 1983
- XXX Congresso - Roma, 31 ottobre-4 novembre 1984
- XXXI Congresso - Firenze, 30 ottobre-3 novembre 1985
- XXXII Congresso - Roma, 29 ottobre-2 novembre 1986; 26 febbraio-1º marzo 1987 (mozione)
- XXXIII Congresso - Roma, 25-26 aprile 1987
- XXXIV Congresso - Bologna, 2-6 gennaio 1988

## Risultati elettorali
| Elezione       | Elezione         | Lista                | Voti      | %       | Seggi    |
| -------------- | ---------------- | -------------------- | --------- | ------- | -------- |
| Politiche 1958 | Camera           | PRI-Partito Radicale | 405.574   | 1,37    | 0 / 596  |
| Senato         | -                | -                    | -         | -       |          |
| Politiche 1968 | Camera           | Partito Radicale     | 1.540     | 0,00    | 0 / 630  |
| Senato         | -                | -                    | -         | -       |          |
| Politiche 1976 | Camera           | Partito Radicale     | 394.212   | 1,07    | 4 / 630  |
| Senato         | Partito Radicale | 265.947              | 0,85      | 0 / 315 |          |
| Politiche 1979 | Camera           | Partito Radicale     | 1.264.870 | 3,45    | 18 / 630 |
| Senato         | Partito Radicale | 413.478              | 1,32      | 2 / 315 |          |
| Europee 1979   | Partito Radicale | 1.283.512            | 3,67      | 3 / 81  |          |
| Politiche 1983 | Camera           | Partito Radicale     | 809.810   | 2,19    | 11 / 630 |
| Senato         | Partito Radicale | 548.863              | 1,77      | 1 / 315 |          |
| Europee 1984   | Partito Radicale | 1.197.490            | 3,41      | 3 / 81  |          |
| Politiche 1987 | Camera           | Partito Radicale     | 988.180   | 2,56    | 13 / 630 |
| Senato         | Partito Radicale | 572.461              | 1,77      | 5 / 315 |          |